# Gelobt sei, was hart macht
Gelobt sei, was hart macht (nach dem gleichlautenden Nietzschezitat) ist eine satirisch gemeinter deutscher Spielfilm von Rolf Thiele, der im Olympiajahr 1972 zugleich massive Seitenhiebe in Richtung kommunistisch-osteuropäischer Sportpolitik verteilt.

## Handlung
Im Griechenland zur Zeit der Antike. Im Jahr 600 vor Christus werden die 45. Olympischen Spiele ausgetragen, die ganz im Zeichen der alten Städterivalität Sparta-Athen stehen. Beide kämpfen um die sportliche Vorherrschaft, aber durchaus mit ungleichen Mitteln. Während man in Athen vor allem deshalb sportlichen Ehrgeiz besitzt, um sich anschließend den fleischlichen Gelüsten im Bordell zuwenden zu können, trainieren die Spartaner eisenhart, holen das Äußerste aus ihren Athleten heraus und betreiben eine ziemlich gnadenlose Auslese bei der Nachwuchsförderung.
Dies zeigt sich auch beim Laufwettbewerb, zu dem Athen seinen schnellsten Sprinter Onos, einst selbst ein Spartaner, entsendet. Onos wurde einst von seinen eigenen Leuten, den Spartanern, ins Meer geworfen, weil er den dort geforderten körperlichen Leistungsansprüchen nicht genügte. Ein Athener Fischer hatte ihn gefunden, liebevoll aufgezogen und sich um ihn gekümmert. Bei den Hetären hatte der lebenslustige Neu-Athener schließlich die Liebeskunst erlernt. Auch die Spartaner schicken jemanden ins Rennen. Doch sie mogeln. Ihr schnellster „Mann“ ist in Wahrheit ein fixes Mädchen, das beim entscheidenden Rennen Onos schlägt. Als der Betrug der Spartaner auffliegt, wird er/sie disqualifiziert, und Onos bekommt doch noch seinen  Lorbeerkranz.

## Produktionsnotizen
Gelobt sei, was hart macht entstand zwischen dem 24. November 1971 und dem 15. Januar 1972 im spanischen Badeort Torremolinos (Außenaufnahmen) und in den CCC-Film-Studios in Berlin-Spandau. Die Uraufführung erfolgte rechtzeitig vor der Austragung der Olympischen Sommerspiele 1972 in München am 10. Mai 1972 in der bayerischen Landeshauptstadt.
Maleen Pacha war für Filmbauten und Ausstattung zuständig.

## Politische Hintergründe und Wissenswertes
Der Film zeichnet eine Analogie zum damaligen (1972) internationalen Sportbetrieb auf: Während die sinnenfrohen Athener gleichgesetzt werden mit den westlichen Staaten der Moderne (vor allem die Bundesrepublik Deutschland), werden die verbissenen Spartaner, die auch mit unlauteren Mitteln kämpfen, als antikes „Vorbild“ für die osteuropäischen Sportler jenseits des Eisernen Vorhangs angelegt, allen voran die DDR.

## Kritiken
Das Lexikon des internationalen Films klassifizierte Gelobt sei, was hart macht als „satirisch gemeinter Sexfilm“, der „sich dabei zielstrebig zum primitiven Propaganda-Film gegen östliche Länder entwickelt.“
Filmportal.de sah in dem Streifen eine „seltene Mischung aus Erotikklamotte und Propagandafilm.“